# Solenne Piret
Solenne Piret (* 2. August 1992 in Lagny) ist eine französische Parakletterin und vierfache Weltmeisterin. Sie wurde ohne rechten Unterarm geboren und tritt in Wettkämpfen in der Kategorie AU2 an. Außerdem klettert sie Boulderprobleme bis zum Schwierigkeitsgrad 7B.

## Karriere

### Wettkampfklettern
Piret begann als Kind zu klettern, hörte dann auf und fing erst 2017 erneut damit an, mit dem Ziel, bei Wettkämpfen teilzunehmen. Kurz darauf wurde sie in die französische Nationalmannschaft aufgenommen. 2018 nahm sie in Briançon an ihrem ersten Weltcup teil. Da sich zu wenig Athletinnen für die Kategorie AU2 registriert hatten, musste sie in der Kategorie RP2 teilnehmen. Sie erreichte dabei den zweiten Platz. Im September 2018 gewann sie bei der Weltmeisterschaft in Innsbruck in der Kategorie AU2. Bei der Weltmeisterschaft 2019 in Briançon erreichte sie ebenfalls den ersten Platz. Im Juni 2021 gewann Piret in Innsbruck erstmals einen Weltcup in ihrer Kategorie. Im Juli 2021 gewann sie einen Weltcup in der Kategorie RP2. Bei der Weltmeisterschaft 2021 in Moskau erreichte sie in der Kategorie RP2 den ersten Platz und wurde zum dritten Mal Weltmeisterin. Bei der Weltmeisterschaft 2023 in Bern konnte sie den Weltmeistertitel erneut verteidigen.

### Fels- und Eisklettern
Piret ist auch draußen aktiv. 2020 kletterte sie den Boulder Apnée (7A) in La Capelle. Im selben Jahr kletterte sie ihr erstes 7B-Boulderproblem, La Faim du Tigre, in Fontainebleau. 2021 schaffte sie mit Onde du Choc einen weiteren Boulder in diesem Schwierigkeitsgrad.
Im Februar 2023 kletterte sie erstmals einen gefrorenen Wasserfall im Vorstieg. Die 100 Meter lange Route Sombre Héros in Ceillac ist mit WI5 bewertet. Zuvor hatte sie Eiskletterrouten nur im Toprope bestiegen.